# Canoa/kayak ai Giochi della XIV Olimpiade - K1 500 metri femminile
La competizione del K1 500 metri femminile di Canoa/kayak ai Giochi della XIV Olimpiade si è disputata il giorno 12 agosto 1948 al bacino del Royal Regatta, Henley-on-Thames.

## Risultati

### Batterie
Le prime quattro in finale.
| Pos. | Atleta            | Nazione        | Tempo  |
| ---- | ----------------- | -------------- | ------ |
| 1    | Růžena Košťálová  | Cecoslovacchia | 2'39"6 |
| 2    | Sylvi Saimo       | Finlandia      | 2'41"7 |
| 3    | Anna Van Marcke   | Belgio         | 2'44"7 |
| 4    | Catherine Vautrin | Francia        | 2'45"2 |
| 5    | Joyce Richards    | Gran Bretagna  | 3'00"1 |

| Pos. | Atleta                      | Nazione     | Tempo  |
| ---- | --------------------------- | ----------- | ------ |
| 1    | Karen Hoff                  | Danimarca   | 2'32"2 |
| 2    | Alida van der Anker-Doedens | Paesi Bassi | 2'35"4 |
| 3    | Friederike Schwingl         | Austria     | 2'35"7 |
| 4    | Klára Bánfalvi-Fried        | Ungheria    | 2'37"5 |
| 5    | Ingrid Apelgren             | Svezia      | 2'38"5 |

### Finale
| Pos.    | Atleta                      | Nazione        | Tempo  |
| ------- | --------------------------- | -------------- | ------ |
| Oro     | Karen Hoff                  | Danimarca      | 2:31.9 |
| Argento | Alida van der Anker-Doedens | Paesi Bassi    | 2:32.8 |
| Bronzo  | Friederike Schwingl         | Austria        | 2:32.9 |
| 4       | Klára Bánfalvi-Fried        | Ungheria       | 2:33.8 |
| 5       | Růžena Košťálová            | Cecoslovacchia | 2:38.2 |
| 6       | Sylvi Saimo                 | Finlandia      | 2:38.4 |
| 7       | Anna Van Marcke             | Belgio         | 2:43.4 |
| 8       | Catherine Vautrin           | Francia        | 2:44.4 |